# Tanith Lee
Pour les articles homonymes, voir Lee.
Œuvres principales
- La Saga d'Uasti
- Le Dit de la terre plate
- Tuer les morts

Tanith Lee, née à Londres le 19 septembre 1947 et morte le 24 mai 2015 , est une romancière anglaise  de science-fiction féministe ayant à son actif près de 70 romans dont 22 publiés en France et quelque 250 nouvelles. Elle écrit également pour la télévision et la radio.
Elle a reçu le prix World Fantasy de la meilleure nouvelle en 1983 et 1984, et le prix British Fantasy du meilleur roman en 1980 pour Le Maître de la mort.

## Analyse de l'œuvre
Selon Jeanne-A Debats son roman Ne mords pas le soleil « a débroussaillé pour moi — et définitivement — toutes les thématiques liées au genre, dans une histoire où les protagonistes n’ont qu’à le vouloir pour changer de sexe ou ne pas en avoir du tout ».

## Œuvres traduites

### SérieLa Saga d'Uasti
1. Le Réveil du volcan, Marabout, coll. Marabout Science-Fiction no 703, 1979 ((en) The Birthgrave, 1975)Réédité en 1984 aux éditions J'ai lu sous le titre La Déesse voilée
2. Vazkor, J'ai lu no 1616, 1984 ((en) Shadowfire, 1978)Titré Vazkor, Son of Vazkor aux États-Unis
3. La Quête de la sorcière blanche, J'ai lu no 2042, 1986 ((en) Quest for the White Witch, 1978)

Les trois volumes sont réédités en omnibus aux éditions J'ai lu, coll. « Fantasy » no 7335, 2004.

### SérieLe Bain des limbes
1. Ne mords pas le soleil, Librairie des Champs-Élysées, coll. Le Masque Science-fiction no 94, 1979 ((en) Don't Bite the Sun, 1976)
2. Le Vin saphir, Librairie des Champs-Élysées, coll. Le Masque Science-fiction no 110, 1980 ((en) Drinking Sapphire Wine, 1977)

### SérieLe Dit de la terre plate
1. Le Maître des ténèbres ((en) Night's Master, 1978)in volume Sabella / Le Maître des ténèbres publié aux éditions Opta, Club du livre d'anticipation no 80, en 1981
2. Le Maître de la mort, 1982 ((en) Death's Master, Opta, Club du livre d'anticipation no 82, 1979)
3. Le Maître des illusions, Pocket, coll. Science-fiction no 5318, 1988 ((en) Delusion's Master, 1981)
4. La Maîtresse des délires, Pocket, coll. Science-fiction no 5316, 1989 ((en) Delirium's Mistress, 1986)
5. Les Sortilèges de la nuit, Pocket, coll. Science-fiction no 5323, 1989 ((en) Night's Sorceries, 1987)

L'intégrale est rééditée en deux volumes aux éditions Mnémos, coll. Icare, 2010.

### SérieGuerre de Vis
1. Le Seigneur des tempêtes, 1982 ((en) The Storm Lord, Opta, Club du livre d'anticipation no 86, 1976)
2. Anackire, 1985 ((en) Anackire, Opta, Club du livre d'anticipation no 110, 1983)
3. (en) The White Serpent, 1988

### SérieL'Opéra de sang
1. La Danse des ombres, Presses de la Cité, 1993 ((en) Dark Dance, 1992)Réédité en 1994 aux éditions Pocket dans la collection Terreur (no 9124)
2. Le Festin des ténèbres, Presses de la Cité, 1994 ((en) Personal Darkness, 1993)Réédité en 1995 aux éditions Pocket dans la collection Terreur (no 9142)
3. Caïn l'obscur, Presses de la Cité, 1995 ((en) Darkness, I, 1994)Réédité en 1996 aux éditions Pocket dans la collection Terreur (no 9161)

### SérieAradia
1. Aara, L'Oxymore, 2003 ((en) A Heroine of the World, 1989)
2. Thenser, L'Oxymore, 2004 ((en) A Heroine of the World, 1989)

### Romans indépendants
- Volkhavaar, Marabout, coll. Marabout Science-Fiction no 702, 1979 ((en) Volkhavaar, 1977)
- Sabella / Le Maître des ténèbres, Opta, Club du livre d'anticipation no 80, 1981
  - Sabella ou la Pierre de sang ((en) Sabella or the Blood Stone, 1980)
  - Le Maître des ténèbres ((en) Night's Master, 1978)
- La Forêt électrique, Albin Michel, coll. Super-Fiction no 52, 1981 ((en) Electric Forest, 1979)
- Le Jour la nuit, Albin Michel, coll. Super+Fiction no 16, 1982 ((en) Day by Night, 1980)
- Cyrion, J'ai lu, 1984 ((en) Cyrion, 1982)
- Tuer les morts, J'ai lu, 1987 ((en) Kill the Dead, 1980)
- Terre de lierre, J'ai lu, 1988 ((en) Days of Grass, 1985)
- La Licorne noire, Hachette Jeunesse, 1993 ((en) Black Unicorn, 1991)

### Recueils de nouvelles
- Écrit avec du sang, L'Oxymore, 2002
- Emblèmes spécial Tanith Lee, L'Oxymore, 2004

### Nouvelles isolées
- La Trêve, Pocket, coll. Le Livre d'or de la science-fiction, 1978 ((en) The Truce, 1976)in anthologie Le Livre d'or de la science-fiction : Le Manoir des roses, Marc Duveau dir.repris in Anthologie de la littérature de science-fiction, Jacques Sadoul, Ramsay, 1981repris in Territoires du tendre, Yves Frémion dir., Denoël, coll. Présence du futur no 335, 1982repris in La Grande anthologie de la fantasy, Marc Duveau dir., Omnibus, 2003
- La Terre du loup, OPTA, coll. Fiction no 324, 1981 ((en) Wolfland, 1980)
- Chimère, Julliard, 1981 ((en) The Demoness, 1976)in anthologie L'année 1980-1981 de la science-fiction et du fantastique, Jacques Goimard dir.repris in Le Livre d'or de la science-fiction : Le Monde des chimères, Marc Duveau dir., Pocket, coll. Le Livre d'or de la science-fictionrepris in Cosmic Erotica, Jean-Marc Ligny dir, J'ai Lu, coll. Millénaires, 2000, sous le titre La Démonerepris in La Grande anthologie de la fantasy, Marc Duveau dir., Omnibus, 2003repris in La Solitude du vampire, Barbara Sadoul dir., Librio, 2003
- Le Joueur de flûte, OPTA, coll. Fiction no 329, 1982 ((en) Paid Piper, 1981)
- Dégel, Casterman, coll. Autres temps, autres mondes, 1983 ((en) The Thaw, 1979)in anthologie La femme infinie, Pierre K. Rey dir.
- Un jour dans la peau, éd. Londreys, coll. Science & Fiction, 1986 ((en) A Day in the skin, 1984)in anthologie ADN Société anonyme, Pierre K. Rey dir.
- Pleurons sous la pluie, J'ai Lu, coll. Science-fiction, 1988 ((en) Crying in the rain, 1987)in anthologie Univers 1988, Pierre K. Rey dir.
- Ne vous perdez pas, Denoël, coll. Présence du fantastique, 1991 ((en) Don't get lost, 1989)in anthologie Territoires de l'inquiétude 2, Alain Dorémieux dir.
- Miaou, Denoël, coll. Présence du fantastique, 1992 ((en) Meow, 1981)in anthologie Territoires de l'inquiétude 4, Alain Dorémieux dir.
- Sombre jeudi, Pocket, coll. SF-Fantasy, 1993 ((en) Zelle's thursday, 1989)in Isaac Asimov présente vol. 6 Futurs sens dessus dessous, Patrice Duvic dir.
- Des fleurs et des épines, J'ai Lu, coll. Ténèbres, 1999 ((en) Flowers for faces, thorns for feet, 1996)in anthologie Contes du chat pervers, Ellen Datlow dir.
- Le Domaine des ronces, éditions de l'Oxymore, coll. Emblèmes, 2001 ((en) Thorns, 1974)in vol. 2 Sortilèges, Natacha Giordano dir.
- Quand frappe l'horloge, éditions de l'Oxymore, coll. Emblémythiques, 2001 ((en) When the clock strikes, 1981)in anthologie Lilith et ses Sœurs, Léa Silhol dir.
- Vénus s'élevant des eaux, éditions de l'Oxymore, coll. Emblèmes, 2002 ((en) Venus rising on water, 1991)in vol. 5 Venise Noire, Léa Silhol dir.
- Tout ce qui brasille, éditions de l'Oxymore, coll. Moirages, 2002 ((en) That glisters is, 2000)in anthologie Traverses, Léa Silhol dir.
- Perce-Neige, Fleuve Noir, coll. Rendez-vous ailleurs, 2002 ((en) Snow Drop, 1993)in anthologie Blanche neige, rouge sang, Ellen Datlow et Terri Windling dir.
- En Forêt luisante, Nestiveqnen, 2002in anthologie Terra Incognita : Images d'Ailleurs
- Elle est Trois (la Mort), éditions de l'Oxymore, coll. Emblèmes, 2002 ((en) Elle est Trois (la Mort), 1983)in vol. 7 La Mort... ses Vies, Léa Silhol dir.
- Mirage et Magia, éditions de l'Oxymore, coll. Emblèmes, 2003 ((en) Mirage and Magia, 1982)in vol. 11 Doubles & Miroirs, Léa Silhol dir.
- La Nuit des sept lunes, Harlequin, coll. Luna, 2006 ((en) The Heart of the Moon, 2005)in anthologie Cœurs de lunes
- L'Étreinte de l'ombre, Harlequin, coll. Luna, 2009 ((en) Shadow Kissing, 2003)in anthologie Les Légendes de l'ombre
- Manières de table, éditions ADA, 2012 ((en) Table Manners, 2008)in anthologie Immortels : Histoires d'amours mordantes, Phyllis Christine Cast dir.
- Evillo l'ingénu, ActuSF, coll. Perles d'Epice, 2013 ((en) Evillo the Uncunning, 2009)in anthologie Chansons de la Terre mourante - 2, Gardner R. Dozois et George R. R. Martin dir.

## Œuvres inédites en français
- The Silver Metal Lover paru en 1981
- Metallic Love paru en 2005 ; suite de The Silver Metal Lover